# Obira (Giappone)
Obira (小平町?, Obira-chō) è una cittadina giapponese della prefettura di Hokkaidō.